# Avlija
Avlija (cyr. Авлија) – wieś w Bośni i Hercegowinie, w Republice Serbskiej, w gminie Čajniče. W 2013 roku liczyła 43 mieszkańców.